# 649 г. пр.н.е.

## Събития

### В Азия

#### В Асирия
- Цар на Асирия е Ашурбанипал (669/8 – 627 г. пр.н.е.).[1]
- Продължава „Голямото въстание“ (652 – 648 г. пр.н.е.) на Вавилон ръководено от цар Шамаш-шум-укин (668 – 648 г. пр.н.е.):
  - Асирийската войска поддържа обсади на важни вавилонски градски центрове включително на столицата Вавилон (650 – 648 г. пр.н.е.).[2]

#### В Елам
- Цар Тамариту II (652 – 649 и за кратко през 647 г. пр.н.е.) е детрониран от Индабиби (649 – 648 г. пр.н.е.) и е принуден да търси убежище със семейството си в двора на цар Ашурбанипа, въпреки че дотогава той е водил политика в полза на вавилонските въстаници.[3]
- Новият еламитски цар търси и получава по-добри отношения с Асирия.[4]

### В Африка

#### В Египет
- Псаметих (664 – 610 г. пр.н.е.) е фараон на Египет.[5][6]